# Alpy Prowansalskie

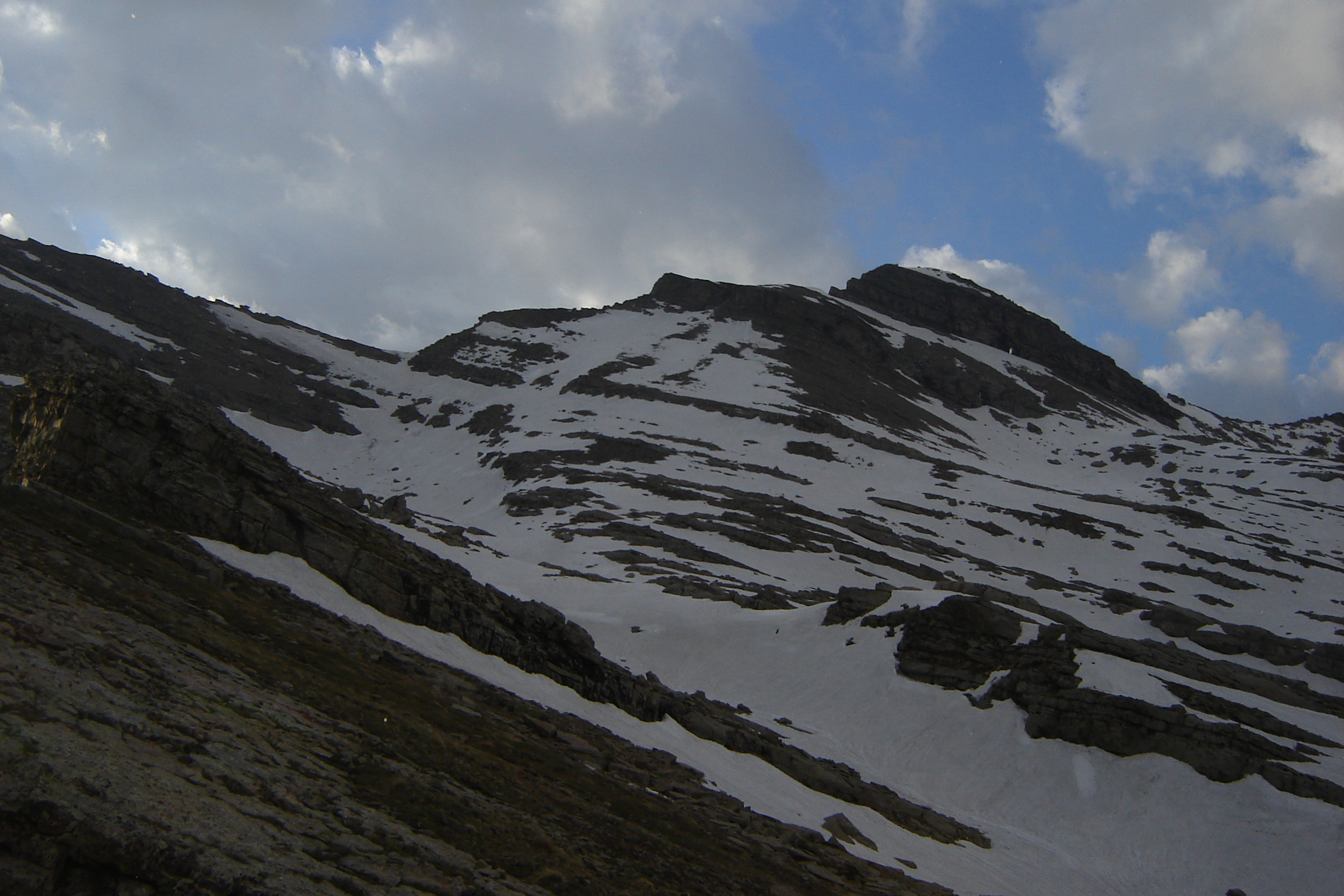
Tête de l’Estrop

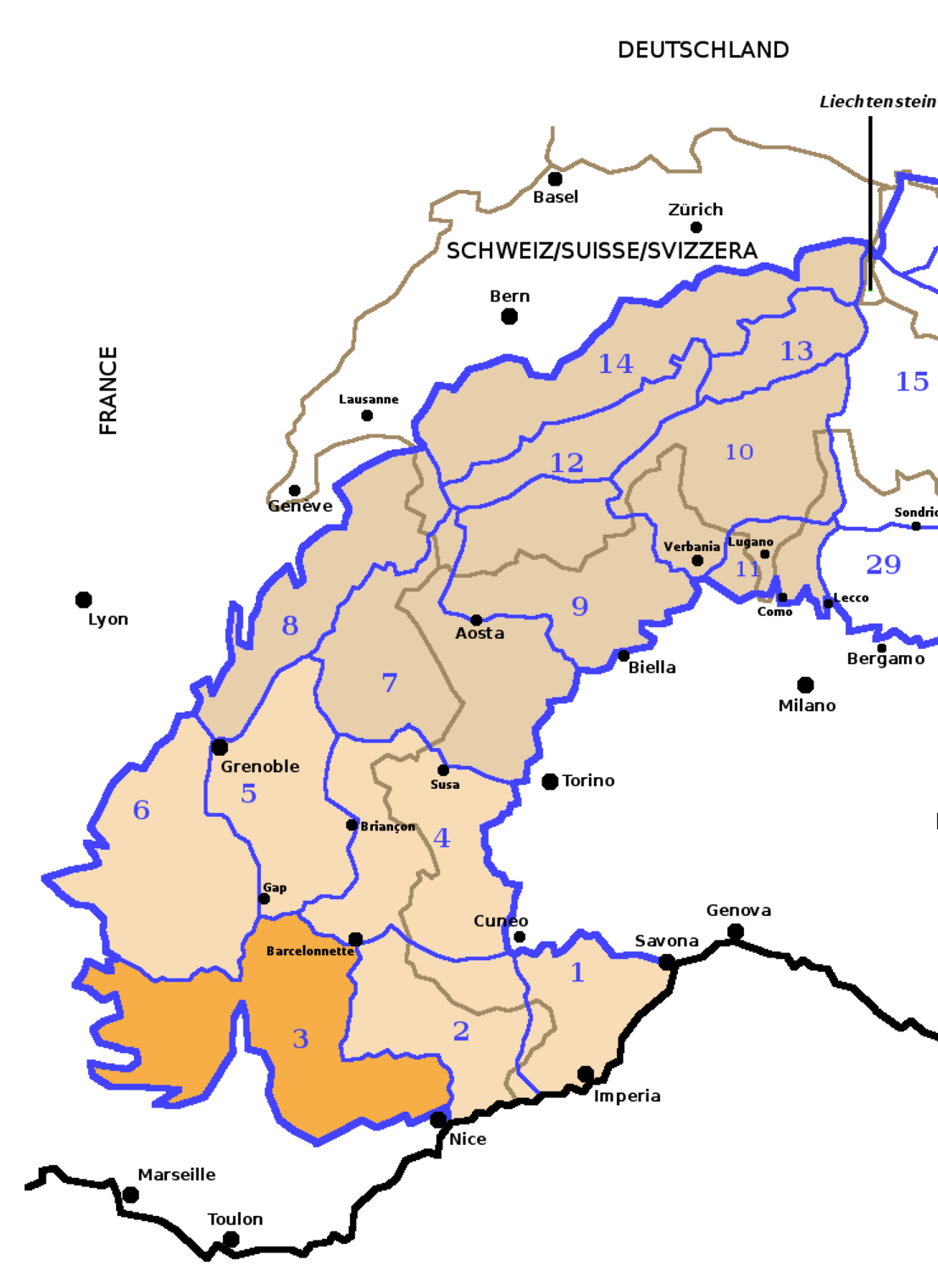
Alpes et Préalpes de Provence (I/A-3) na tle podziału geograficznego Alp Zachodnich wg SOIUSA

Alpy Prowansalskie (fr. Alpes de Provence, Alpes et Préalpes de Provence, wł. Alpi e Prealpi di Provenza) położone są we Francji pomiędzy doliną Durrance na północnym zachodzie a wybrzeżem Morza Liguryjskiego na południowym wschodzie. Znajdują się w części południowej Alp Zachodnich. Długość wynosi ok. 130 km. najwyższym szczytem jest Tête de l’Estrop, który osiąga wysokość 2961 m. Od Alp Kotyjskich na północy oddziela je dolina rzeki Ubaye, od Alp Nadmorskich na wschodzie oddziela je przełęcz Col d’Allos.

## Topografia

### Partizione delle Alpi
| Alpi di Provenza (4) na mapie Alp z podziałem Partizione delle Alpi |

| Tradycyjny francusko-włoski podział Alp, Partizione delle Alpi, z 1924 (wprowadzony 1926) wymienia Alpi di Provenza (nr 4). |
| Najwyższym szczytem grupy w granicach wg tego podziału jest Tête de l’Estrop (2961 m n.p.m.).                               |

Alpes de Provence w tej klasyfikacji nie obejmują swym zasięgiem Préalpes de Provence (nr 6), które są odrębną, samodzielną jednostką.

### SOIUSA
| Alpes et Préalpes de Provence (3) na tle podziału geograficznego Alp Zachodnich wg SOIUSA                                                                             |
| Podział Alpes et Préalpes de Provence wg SOIUSA na podsekcje: 3.I Alpes de Provence, 3.II Préalpes de Digne, 3.III Préalpes de Castellane, 3.IV Préalpes du Vaucluse. |

| Klasyfikacja SOIUSA wymienia grupę jako sekcję o nazwie Alpes et Préalpes de Provence (kod SOIUSA = I/A-3).                                                                       |
| Najwyższym szczytem grupy w tej klasyfikacji jest Tête de l'Estrop (2961 m n.p.m.).                                                                                               |
| W obrębie I/A-3 SOIUSA wydziela cztery podsekcje: Alpes de Provence (I/A-3.I), Préalpes de Digne (I/A-3.II), Préalpes de Castellane (I/A-3.III), Préalpes du Vaucluse (I/A-3.IV). |

### Najwyższe szczyty
| - Tête de l’Estrop (2961 m), - Grande Séolane (2909 m), - Petite Séolane (2854 m), - Trois-Évêchés (2818 m), - Tête de Chabrière (2745 m), - Roche Close (2739 m), - Sommet du Caduc (2654 m), - Mourre-Gros (2652 m), - Montagne de la Blanche (2610 m), - Mées (2599 m), |  | - Tête de la Sestrière (2572 m), - Tête Noire (2560 m), - Sangraure (2560 m), - Dormillouse (2505 m), - Sommet du Tromas (2500 m), - l'Autapie (2426 m), - Sommet de Denjuan (2403 m), - Gros Tapy (2374 m), - Grand Croix (2369 m), - Montagne du Cheval Blanc (2323 m). |